# احمدآباد (درمیان)
شغل اکثریت= کشاورز بدون زمین

احمدآباد روستایی در دهستان طبس مسینا بخش گزیک شهرستان درمیان استان خراسان جنوبی ایران است. بر پایه سرشماری عمومی نفوس و مسکن در سال ۱۳۹۰ جمعیت این روستا ۶۵۱ نفر (در ۱۳۹ خانوار) بوده‌است.